# Hans Bott
Hans Bott (* 19. Juni 1902 in Straßburg; † 1980) war ein deutscher Verleger und Persönlicher Referent des ersten Bundespräsidenten Theodor Heuss.

## Leben
Hans Bott absolvierte eine buchhändlerische und verlegerische Ausbildung in Karlsruhe und Berlin. Er war ab 1931 Inhaber des Hans Bott Verlags in Berlin-Tempelhof, in dem Belletristik und Sachbücher veröffentlicht wurden, z. B. Werke über Gertrud Bäumer, Marie-Elisabeth Lüders und von Hermann Höpker-Aschoff und Elly Heuss-Knapp. Hier erschien von 1933 bis 1941 auch Die Hilfe. Zeitschrift für Politik, Wirtschaft und geistige Bewegung, die 1895 von Friedrich Naumann gegründet und seit 1933 von Theodor Heuss, Gertrud Bäumer und Walter Goetz herausgegeben wurde.
1941 kehrte er in Elsass zurück und wurde technischer Direktor des Hünenburg-Verlags.
1942 nahm Hans Bott als Soldat der Heeresküstenartillerie am Zweiten Weltkrieg teil und geriet 1944 bei Cherbourg in amerikanische Kriegsgefangenschaft. Er leistete Bildungsarbeit in Kriegsgefangenenlagern, unter anderem in Fort Getty (Rhode Island, USA) und in Großbritannien. Ende 1945 kehrte er nach Deutschland zurück.
Von 1946 bis 1949 war er Berater und Beschaffungsreferent im württembergisch-badischen Kultusministerium. Von 1949 bis 1959 arbeitete er als Persönlicher Referent des ersten Bundespräsidenten Theodor Heuss, leitete die Sozial- und Kulturreferate und war von 1956 bis 1959 stellvertretender Leiter des Bundespräsidialamtes. Nach Ausscheiden aus dem Dienst siedelte er 1959 zusammen mit Heuss nach Stuttgart über. Danach war er ehrenamtlicher Mitarbeiter des Altbundespräsidenten, Mitglied des kulturpolitischen Beirates des Auswärtigen Amtes, des Verwaltungsrates von Inter Nationes und der Aufsichtsräte der Deutschen Verlags-Anstalt.

## Schriften (Auswahl)
- Theodor Heuss in seiner Zeit (= Persönlichkeit und Geschichte. Bd. 42). Musterschmidt, Göttingen/Frankfurt/Zürich 1966.
- mit Friedrich Wielandt u. a. (Hrsg.): Werke und Wege. Eine Festschrift für Dr. Eberhard Knittel zum 60. Geburtstag. Braun, Karlsruhe 1959.
- (Hrsg.): Theodor Heuss: Reden an die Jugend. Wunderlich, Tübingen 1956.
- (Hrsg.): Theodor Heuss: Würdigungen. Reden, Aufsätze und Briefe aus den Jahren 1949–1955. Wunderlich, Tübingen 1956.
- mit Hermann Leins (Hrsg.): Begegnungen mit Theodor Heuss. Wunderlich, Tübingen 1955.